# James Rector
John Alcorn „James” Rector (ur. 22 czerwca 1884 w Hot Springs w stanie Arkansas, zm. 10 marca 1949 tamże) – amerykański lekkoatleta sprinter, medalista olimpijski z 1908 z Londynu.
Jego dziadkami byli Henry Massey Rector, gubernator Arkansas z okresu wojny secesyjnej oraz James Alcorn, gubernator Missisipi z czasów Rekonstrukcji.
Podczas igrzysk olimpijskich w 1908 w Londynie zdobył srebrny medal w biegu na 100 m za Reggie Walkerem ze Związku Południowej Afryki. W eliminacjach wyrównał rekord olimpijski czasem 10,8 s, a w finale był o 0,1 s wolniejszy. Na tydzień przed igrzyskami pomógł Walkerowi, na prośbę jego trenera, opanować technikę szybszego niskiego startu. Rector nigdy nie zdobył mistrzostwa Stanów Zjednoczonych w lekkoatletyce.
Później przez ponad 30 lat praktykował jako prawnik w Saint Louis w stanie Missouri.